# 3954 Mendelssohn
3954 Mendelssohn este un asteroid din centura principală, descoperit pe 24 aprilie 1987 de Freimut Börngen.